# Orius tristicolor
Orius tristicolor är en insektsart som först beskrevs av White 1879.  Orius tristicolor ingår i släktet Orius och familjen näbbskinnbaggar. Inga underarter finns listade i Catalogue of Life.